# Alexei Andrejewitsch Bondarew
Alexei Andrejewitsch Bondarew (russisch Алексей Андреевич Бондарев; * 9. Januar 1983 in Ust-Kamenogorsk, Kasachische SSR) ist ein russischer Eishockeyspieler, der seit Juni 2021 beim HK Dynamo Moskowskaja Oblast in der Wysschaja Hockey-Liga unter Vertrag steht.

## Karriere
Alexei Bondarew begann seine Karriere als Eishockeyspieler in der Jugend des HK Awangard Omsk, für dessen zweite Mannschaft er von 1998 bis 2001 in der drittklassigen Perwaja Liga aktiv war. Anschließend spielte er ein Jahr lang für Mostowik Kurgan in der zweitklassigen Wysschaja Liga. In der Saison 2002/03 gab der Verteidiger sein Debüt in der russischen Superliga für HK Metschel Tscheljabinsk, wobei er in seinem Rookiejahr in 32 Spielen vier Scorerpunkte erzielte. In dieser Spielzeit stieg der Russe, der parallel für die zweite Mannschaft von Awangard in der Perwaja Liga auf dem Eis stand, mit Tscheljabinsk ab, für die er in der Saison 2003/04 hauptsächlich in der Wysschaja Liga auflief. Awangard Omsk wurde 2004 Russischer Meister, Bondarew absolvierte jedoch nicht genug Spiele und gehörte somit nicht dem Meisterkader an. Durch diesen Erfolg qualifizierte er sich mit seiner Mannschaft für den IIHF European Champions Cup 2005, in dessen Finale er sich mit Awangard gegen Kärpät Oulu aus der finnischen SM-liiga durchsetzte. 
Im Sommer 2005 erhielt Bondarew einen Vertrag beim HK Spartak Moskau, den er bereits nach einem Jahr wieder verließ, um für Lokomotive Jaroslawl zu spielen. Nach einer weiteren Spielzeit beim Hauptstadtclub HK Spartak Moskau wurde der Verteidiger vor der Saison 2008/09 von seinem Ex-Club HK Awangard Omsk aus der neu gegründeten Kontinentalen Hockey-Liga verpflichtet. Für Awangard absolvierte er in den folgenden drei Jahren über 170 KHL-Partien, ehe er im Mai 2011 vom HK Metallurg Magnitogorsk unter Vertrag genommen wurde. Bei Magnitka gehörte Bondarew in den folgenden zwei Spieljahren zum Stammkader, ehe sein Vertrag im Mai 2013 auslief und er zum HK Traktor Tscheljabinsk wechselte. Für Traktor absolvierte er 54 KHL-Partien und weitere 8 Spiele im Rahmen des Nadeschda-Pokals. Anschließend wurde er im Mai 2014 vom HK ZSKA Moskau verpflichtet und spielte dort bis zur Mitte der Saison 2015/16. Nachdem er in dieser bis Ende November 2015 keinen einzigen Scorerpunkt erzielt hatte, wurde er an Neftechimik Nischnekamsk abgegeben.
Nach der Saison 2015/16 erhielt er keinen neuen Vertrag bei Neftechimik und wechselte daher zum HK Spartak Moskau. Für Spartak Moskau absolvierte er 94 KHL-Partien und war zuletzt Assistenzkapitän, ehe er im Juli 2018 zu Awangard Omsk zurückkehrte.
In der Saison 2020/21 setzt er vom Spielbetrieb aus und wurde im Juni 2021 vom HK Dynamo Moskowskaja Oblast aus der Wysschaja Hockey-Liga verpflichtet wurde.

## Erfolge und Auszeichnungen
- 2005 IIHF-European-Champions-Cup-Gewinn mit dem HK Awangard Omsk

## KHL-Statistik
Stand: Ende der Saison 2018/19